# Milà-Sanremo 1981
La Milà-Sanremo 1981 fou la 72a edició de la Milà-Sanremo. La cursa es disputà el 21 de març de 1981 i va ser guanyada pel belga Fons de Wolf, que s'imposà en solitari a la meta de Sanremo.
271 ciclistes hi van prendre part, acabant la cursa 75 d'ells.

## Classificació final
|    | Ciclista            | Equip                        | Temps      |
| -- | ------------------- | ---------------------------- | ---------- |
| 1  | Fons de Wolf        | Vermeer-Thijs-Gios           | 6h 41' 06" |
| 2  | Roger de Vlaeminck  | Daf Trucks-Cote d'Or-Gazelle | + 11"      |
| 3  | Jacques Bossis      | Peugeot-Esso-Michelin        | m. t.      |
| 4  | Claudio Torelli     | Famcucine-Campagnolo         | m. t.      |
| 5  | Peter Kehl          | Kotter-G.b.c.                | m. t.      |
| 6  | Guido van Calster   | Splendor-Wickes              | m. t.      |
| 7  | Freddy Maertens     | Boule d'Or-Sunair-Colnago    | m. t.      |
| 8  | Etienne de Wilde    | Splendor-Wickes              | m. t.      |
| 9  | Giuseppe Martinelli | Santini-Selle Italia         | m. t.      |
| 10 | Pierino Gavazzi     | Magniflex-Olmo               | m. t.      |